# Ленище (община Прилеп)
 Тази статия е за селото в Северна Македония.  За селото в България вижте Ленище.  
Ленище или Ленища (на македонска литературна норма: Лениште) е село в община Прилеп, Северна Македония.

## География
Селото е разположено в планината Дрен, току над самия град Прилеп, североизточно от него. Селото има две махали – Одавде маало и Оданде маало.

## История
Смята се, че селото първоначално е било разположено в местността Затолжани, след което се е преместило на сегашното си място.
В обобщен списък на джизието на немюсюлманите от селата от вакъфите на починалия султан Сюлейман в казата Пирлепе от 9 ноември 1615 година Ленище е отбелязано като село с 6 ханета (домакинства).
В XIX век Ленище е изцяло българско село в Прилепска кааза на Османската империя. Църквата „Свети Атанасий“ е от 1836 година. В „Етнография на вилаетите Адрианопол, Монастир и Салоника“, издадена в Константинопол в 1878 година и отразяваща статистиката на населението от 1873 година, Ленища (Lénichta) е посочено като село с 43 домакинства и 189 жители българи.
Според статистиката на Васил Кънчов („Македония. Етнография и статистика“) от 1900 година Ленища (Ленишча) има 380 жители, всички българи християни.
На Етнографската карта на Битолския вилает на Картографския институт в София от 1901 година Ленища е чисто българско село в Прилепската каза на Битолския санджак с 53 къщи.
В началото на XX век българското население на селото е под върховенството на Българската екзархия. По данни на секретаря на екзархията Димитър Мишев („La Macédoine et sa Population Chrétienne“) през 1905 година в Ленища има 320 българи екзархисти.
При избухването на Балканската война в 1912 година 5 души от Ленище са доброволци в Македоно-одринското опълчение.
На 9 юни 1996 година са осветени основите на Ленищкия манастир „Света Петка“. Манастирът е осветен на 26 септември 2009 година.
Според преброяването от 2002 година селото е обезлюдено.

## Личности
Родени в Ленище
- Гьоре Спирков (1870 – 1907), български революционер от ВМОРО